# 409 (曲)
「409」（フォー・オー・ナイン）は、ブライアン・ウィルソン、マイク・ラヴ、ゲイリー・アッシャーによる楽曲。1962年にザ・ビーチ・ボーイズのシングルとしてリリースされた。

## 概要
この曲は、ゲイリー・アッシャーのホットロッドへのこだわりに触発されており、タイトルはシボレー・409から採られた。リード・ヴォーカルはマイク・ラヴが担当した。1962年のデビュー・アルバム『サーフィン・サファリ』に収録され、1963年のコンピレーション『リトル・デュース・クーペ』にも収録された。
シングル「サーフィン・サファリ」のB面としてリリースされ、「サーフィン・サファリ」がヒットし、ビルボードのヒットチャートで14位まで上昇、それにつれて「409」も76位を記録した。なお、この曲が1960年に起こったホットロッド・ミュージックの流行の起源とされている。
本作のクレジットは当初、ブライアン・ウィルソンとゲイリー・アッシャーのみであったが、マイク・ラヴの名は1990年代に起こされた訴訟の結果加えられることとなった。
「409」は、1962年4月19日にウェスタン・スタジオで行われたバンドの3回目のレコーディングセッションで収録された。以前の所属レーベルであるキャンディックスは破産しており、バンドはキャピトル・レコードとの契約を結ぶことができた。このセッションはデヴィッド・マークスの初の参加セッションであった。
曲の始めに入るエンジン音はアッシャーの所有するシボレー・348の物であり、ブライアンの自宅で夜中の2時に録音された。

## 参加ミュージシャン
- マイク・ラヴ - リード・ヴォーカル
- デヴィッド・マークス - リズムギター、バッキング・ボーカル
- ブライアン・ウィルソン - ベース、バッキング・ボーカル
- カール・ウィルソン - リードギター、バッキング・ボーカル
- デニス・ウィルソン - ドラムス、バッキング・ボーカル